# Mittelmeerspiele 1979/Rugby Union
Bei den VIII. Mittelmeerspielen in Split (Jugoslawien) wurde ein Rugby-Union-Turnier ausgetragen. Es fand vom 16. bis 22. September 1979 statt, Austragungsorte waren das Stadion Stari plac in Split und das Gradski sportski centar in Makarska.
Nach einer Unterbrechung von 24 Jahren stand Rugby Union zum zweiten Mal auf dem Programm der Mittelmeerspiele. Am Turnier nahmen sechs Mannschaften teil; es handelte sich einerseits um die Nationalmannschaften des Gastgebers Jugoslawien sowie von Italien, Marokko, Spanien und Tunesien, andererseits trat Frankreich mit einer schwächer besetzten Auswahl an und wertete die Partien daher nicht als vollwertige Test Matches.
Zunächst spielten je drei Mannschaften in einer Gruppe gegeneinander. In der zweiten Phase trat jede Mannschaft gegen die gleichplatzierte Mannschaft der anderen Gruppe an, um die endgültige Platzierung bei diesem Turnier zu ermitteln. Die drei Endspiele, das Finale um Gold, das Finale um Bronze und das Finale um den fünften Platz, wurden am selben Tag in Split ausgetragen, und zwar in der Reihenfolge ihrer Bedeutung.

## Gruppe A
|    | Land    | Spiele | Siege | Unent. | Ndlg. | Spiel- punkte | Diff. | Punkte |
| -- | ------- | ------ | ----- | ------ | ----- | ------------- | ----- | ------ |
| 1. | Italien | 2      | 2     | 0      | 0     | 26:16         | + 10  | 4      |
| 2. | Marokko | 2      | 1     | 0      | 1     | 23:18         | + 5   | 2      |
| 3. | Spanien | 2      | 0     | 0      | 2     | 17:32         | − 15  | 0      |

| 16. September 1979 | Marokko | 16 : 8 | Spanien | Stadion Stari plac, Split |
| 16. September 1979 |         |        |         | Stadion Stari plac, Split |

| 18. September 1979 | Italien | 16 : 9 | Spanien | Gradski sportski centar, Makarska |
| 18. September 1979 |         |        |         | Gradski sportski centar, Makarska |

| 20. September 1979 | Italien | 10 : 7 | Marokko | Gradski sportski centar, Makarska |
| 20. September 1979 |         |        |         | Gradski sportski centar, Makarska |

## Gruppe B
|    | Land          | Spiele | Siege | Unent. | Ndlg. | Spiel- punkte | Diff. | Punkte |
| -- | ------------- | ------ | ----- | ------ | ----- | ------------- | ----- | ------ |
| 1. | Frankreich XV | 2      | 2     | 0      | 0     | 190:9         | + 181 | 4      |
| 2. | Jugoslawien   | 2      | 1     | 0      | 1     | 29:86         | − 57  | 2      |
| 3. | Tunesien      | 2      | 0     | 0      | 2     | 3:127         | − 124 | 0      |

| 16. September 1979 | Jugoslawien | 23 : 0 | Tunesien | Stadion Stari plac, Split |
| 16. September 1979 |             |        |          | Stadion Stari plac, Split |

| 18. September 1979 | Frankreich XV | 104 : 3 | Tunesien | Stadion Stari plac, Split |
| 18. September 1979 |               |         |          | Stadion Stari plac, Split |

| 20. September 1979 | Jugoslawien | 6 : 86 | Frankreich XV | Stadion Stari plac, Split |
| 20. September 1979 |             |        |               | Stadion Stari plac, Split |

## Finalphase
Spiel um Platz 5
| 22. September 1979 | Spanien | 62 : 0 | Tunesien | Stadion Stari plac, Split |
| 22. September 1979 |         |        |          | Stadion Stari plac, Split |

Spiel um Platz 3
| 22. September 1979 | Jugoslawien | 7 : 22 | Marokko | Stadion Stari plac, Split |
| 22. September 1979 |             |        |         | Stadion Stari plac, Split |

Finale
| 22. September 1979 | Frankreich XV                                                                                      | 38 : 12 | Italien                                                     | Gradski sportski centar, Makarska Schiedsrichter: Roger Quittenton (England) |
| 22. September 1979 | Versuche: Blanco Codorniou Malquier (2) Mesny (2) Erhöhungen: Laporte (4) Straftritte: Laporte (2) | Bericht | Straftritte: Bettariello Trentin (2) Dropgoals: Bettariello | Gradski sportski centar, Makarska Schiedsrichter: Roger Quittenton (England) |